# Gegenhalten
Gegenhalten (niem.) – objaw czynnego oporu stawianego przez pacjenta przy próbie poruszenia jego kończyny, wydający się pozostawać poza kontrolą woli pacjenta. Jest podtypem sztywności spastycznej spotykanym w chorobach jąder podstawy mózgu.